# W drodze do Cordury
W drodze do Cordury (ang. They Came to Cordura) – amerykański dramat przygodowy z 1959 w reżyserii Roberta Rossena. W głównej roli wystąpił Gary Cooper; była to jedna z jego ostatnich aktorskich kreacji w życiu. Partneruje mu Rita Hayworth.

## Obsada
- Gary Cooper – mjr. Thomas Thorn
- Rita Hayworth – Adelaide Geary
- Van Heflin – sierżant John Chawk
- Tab Hunter – porucznik William Fowler
- Richard Conte – kapral Milo Trubee
- Michael Callan – szeregowy Andrew Hetherington
- Dick York – szeregowy Renziehausen
- Robert Keith – płk. Rogers
- Edward Platt – płk. DeRose
- Carlos Romero – Arreaga
- Jim Bannon – kpt. Paltz

## Fabuła
Wiosna 1916 roku. Podczas gdy w Europie trwa I wojna światowa, Amerykanie angażują się w powstanie w sąsiednim Meksyku, gdzie rozgrywa się rewolucja pod wodzą Pancho Villii. Amerykańskie władze zdają sobie jednak sprawę, że w końcu USA będą musiały przystąpić do wojny. Dowództwo armii postanawia znaleźć godnych naśladowania bohaterów, którzy podnieśliby morale innych żołnierzy. Mjr Thomas Thorn zostaje specjalnym wysłannikiem, który ma za zadanie wyszukać żołnierzy odznaczających się szczególnym bohaterstwem, aby zostali oni odznaczeni Medalem Honoru. Major typuje na kandydatów do odznaczenia 5 wojskowych. Wraz z nimi i piękną Adelaide, która została posądzona o współpracę z meksykańskimi rewolucjonistami, wyrusza do miasta Cordura. Podczas podróży przekona się czym jest prawdziwe bohaterstwo.